# Lenton Bluff
Das Lenton Bluff ist ein Felsenkliff im ostantarktischen Coatsland. In den Theron Mountains ragt es an der Nordflanke der Mündung des Jeffries-Gletscher in den Bailey-Eisstrom auf. 
Teilnehmer der Commonwealth Trans-Antarctic Expedition (1955–1958) unter der Leitung des britischen Polarforschers Vivian Fuchs kartierten es zwischen 1956 und 1957. Namensgeber ist Ralph Anthony Lenton (1923–1986), Zimmerer und Funker bei dieser Forschungsreise.